# Марк Марий (квестор)
Марк Марий или Марк Варий (на латински: Marcus Marius или Marcus Varius) e римски сенатор от 1 век пр.н.е.

## Биография
Вероятно е от Арпинум и роднина на Грациана (съпругата на Луций Сергий Катилина) и брат ѝ Марк Марий Грацидиан (претор 85 и 84 пр.н.е.), деца на Марк Грацидий, който е женен за сестра на Гай Марий и роднина на Цицерон.
През 76 пр.н.е. Марк Марий е квестор. Той отива при Марк Перпена Вентон в Испания и става проквестор при Квинт Серторий, който е образувал независимо от Рим царство в Испания. Серторий го изпраща през 75 пр.н.е. при Митридат VI от Понт. Марий става командир във войската през Третата Митридатова война (75 – 63 пр.н.е.) и се бие против Луций Лициний Лукул (римски консул 74 пр.н.е.).
Апиан го нарича Варий (Varius; Οὐάριος).